# جوزيف فانس
جوزيف فانس (بالإنجليزية: Joseph Vance)‏ هو سياسي أمريكي، ولد في 21 مارس 1786 في واشنطن في الولايات المتحدة، وتوفي في 24 أغسطس 1852 في يوربانا في الولايات المتحدة. نشط حزبياً في حزب اليمين.

## مناصب
- انتخب عضو مجلس ولاية أوهايو.
- انتخب حاكم ولاية أوهايو  [لغات أخرى]‏ (12 ديسمبر 1836 – 13 ديسمبر 1838).
- انتخب عضو مجلس نواب أوهايو (1819 – 1820).
- انتخب عضو مجلس النواب الأمريكي عن دائرة Ohio's 5th congressional district [الإنجليزية]‏ (4 مارس 1821 – 3 مارس 1823).